# Dynare
Dynare est un logiciel scientifique de résolution et simulation de modèles macroéconomiques dynamiques.  Le logiciel a été initialement développé par Michel Juillard. Il est développé par une équipe du CEPREMAP. Il permet notamment de résoudre des modèles d'équilibre général dynamique stochastique (DSGE). 
Le logiciel est codé en C++, Matlab et Octave.